# Народы мира
Ниже приводится список народов, упорядоченных на основе языковой генетической классификации.

## Список семей народов
| №  | название семьи      | числ. в мире, млн чел | % ко всему нас. | СНГ и Балтия | Европа  | Азия     | Африка  | Америка | Океания |
| -- | ------------------- | --------------------- | --------------- | ------------ | ------- | -------- | ------- | ------- | ------- |
| 1  | Индоевропейская     | 2105,815              | 45,19           | 216,410      | 463,712 | 793,130  | 11,485  | 602,980 | 18,098  |
| 2  | Сино-тибетская      | 1365,653              | 22,87           | 0,060        | 0,123   | 1364,110 | 0,060   | 1,220   | 0,080   |
| 3  | Нигеро-кордофанская | 287,560               | 6,17            | 0            | 0,110   | 0,150    | 287,300 | 0       | 0       |
| 4  | Афразийская         | 253,235               | 5,11            | 0,030        | 2,400   | 55,060   | 179,690 | 0,930   | 0,135   |
| 5  | Австронезийская     | 300,674               | 4,93            | 0            | 0,064   | 216,550  | 9,480   | 1,190   | 2,390   |
| 6  | Алтайская           | 210,528               | 2,50            | 64,040       | 2,340   | 90,010   | 0,036   | 0,090   | 0,012   |
| 7  | Дравидийская        | 200,355               | 3,87            | 0            | 0       | 200,355  | 0       | 0       | 0       |
| 8  | Японская            | 133,031               | 2,58            | 0            | 0,016   | 130,460  | 0       | 1,550   | 0,005   |
| 9  | Австроазиатская     | 90,245                | 1,72            | 0            | 0,010   | 79,815   | 0       | 0,325   | 0,095   |
| 10 | Таи-кадайская       | 70,800                | 1,45            | 0            | 0       | 106,750  | 0       | 0,050   | 0       |
| 11 | Корейская           | 82,482                | 1,34            | 0,400        | 0,016   | 81,670   | 0       | 0,395   | 0,001   |
| 12 | Индейская           | 35,350                | 0,76            | 0            | 0       | 0        | 0       | 35,350  | 0       |
| 13 | Нило-сахарская      | 29,225                | 0,63            | 0            | 0       | 0        | 29,225  | 0       | 0       |
| 14 | Уральская           | 24,090                | 0,52            | 4,475        | 18,430  | 0        | 0       | 1,140   | 0,045   |
| 15 | Папуасская          | 4,450                 | 0,10            | 0            | 0       | 1,750    | 0       | 0       | 2,700   |
| 16 | Картвельская        | 3,845                 | 0,08            | 3,700        | 0       | 0,145    | 0       | 0       | 0       |
| 17 | Северокавказская    | 6,655                 | 0,07            | 3,220        | 0       | 0,235    | 0       | 0       | 0       |
| 18 | Баскская            | 1,191                 | 0,03            | 0            | 1,030   | 0        | 0       | 0,160   | 0,001   |
| 19 | Койсанская          | 0,306                 | 0,01            | 0            | 0       | 0        | 0,306   | 0       | 0       |
| 20 | Австралийская       | 0,160                 | 0               | 0            | 0       | 0        | 0       | 0       | 0,160   |
| 21 | Эско-алеутская      | 0,104                 | 0               | 0,002        | 0       | 0        | 0       | 0,102   | 0       |
| 22 | Семья бурушаски     | 0,050                 | 0               | 0            | 0       | 0,050    | 0       | 0       | 0       |
| 23 | Чукотско-камчатская | 0,023                 | 0               | 0,023        | 0       | 0        | 0       | 0       | 0       |
| 24 | Айнская             | 0,020                 | 0               | 0            | 0       | 0,020    | 0       | 0       | 0       |
| 25 | Нивхская            | 0,004                 | 0               | 0,004        | 0       | 0        | 0       | 0       | 0       |
| 26 | Андаманская         | 0,001                 | 0               | 0            | 0       | 0,001    | 0       | 0       | 0       |
| 27 | Юкагирская          | 0,001                 | 0               | 0,001        | 0       | 0        | 0       | 0       | 0       |
| 28 | Кетская             | 0,001                 | 0               | 0,001        | 0       | 0        | 0       | 0       | 0       |
|    | Другие семьи        | 3,641                 | 0,080           | 0,131        | 0,578   | 1,392    | 0,630   | 0,886   | 0,024   |

## Палеоевропейские народы
(Палеоевропейцы)
См. Доиндоевропейский субстрат

### Народы Британских островов
- Пикты †
- Круитни †

### Народы Иберийского полуострова
См. Доримские народы Иберии
- Баски
- Иберы †

### Народы Апеннинского полуострова
См. Доримская Италия
- Лигуры †
- Сиканы †
- Этруски †

### Народы Балканского полуострова
См. Догреческий субстрат
- Народы моря †
- Пеласги †
- Минойцы†

### Народы Передней Азии
- Хатты †
- Хурриты †
- Урарты †
- Эламиты †
- Шумеры †
- Буриши[1]

## Индоевропейские народы
(Индоевропейцы) — альтернативное название

### Кельтские народы
(Кельты)

#### Древние кельты†
См. Континентальные кельтские языки
- Бритты — бриттская подгруппа
- Галлы
- Лепонтийцы
- Кельтиберы
- Галаты

#### Современные народы
Гойдельские народы
См. Гойдельские языки — по мере создания статьи Гойдельские народы эта строка уберётся
- Шотландцы (англо-шотландский язык) — кельты по самосознанию
  - Гэлы
- Ирландцы
- Мэнцы (Мэнский язык)

Бриттские народы
См. (Бриттские языки)
- Уэльсцы
- Корнцы
- Бретонцы

### Германские народы
(Германцы)

#### Древние германцы†
- Вандалы
- Гепиды
- Герулы
- Готы

#### Скандинавские народы
(Скандинавы)
- Исландцы
- Фарерцы
- Шетландцы
- Оркнейцы
- Норвежцы
- Шведы
- Датчане

#### НародыДойче диалектов
См. Диалекты немецкого языка
Немецкоязычные народы
См. Германофоны (Germanophone)
- Немцы
  - Баварцы
  - Саксонцы
  - Тюрингцы
  - Франконцы
  - Швабы
- Австрийцы
- Лихтенштейнцы
- Германо-швейцарцы
- Эльзасцы
- Люксембуржцы

Нидерландоязычные народы
См. Нидерландофоны (Netherlandophone, Dutchophone)
- Нидерландцы (Голландцы)
- Фламандцы

#### Англо-фризские народы
- Фризы — сближаются с нидерландцами
  - Восточные Фризы (Восточнофризский язык) — сближаются с немцами

Англоязычные народы
См. Англофоны (Anglophone)
- Англичане
- Ольстерцы (Англо-шотландо-ирландцы)

Народы смешанного происхождения, говорящие на германских языках
на основе нидерландского языка
Африка
- Африканеры
  - Буры
- «Цветные» Южной Африки

Америка
- Суринамцы-креолы (Суринамцы)

на основе английского языка
Европа
- Гибралтарцы

Азия
- Бюргеры ланкийские (Шри-Ланка)

Африка
- Англо-африканцы
- Криолы Сьерра-Леоне
- Либерийцы
- Аку Гамбии
- Сентленцы (Остров Святой Елены)
- Фернандино

Северная Америка
- Американцы США
  - Афроамериканцы
- Англоканадцы (Англоканадцы)
- Бермудцы (Бермуды)
- Белизцы (Белиз)
- Райсальцы (Райсальский креольский язык. Сан-Андрес-и-Провиденсия)

англоязычные народы Антильских островов
- Антильцы (Нидерландские Антильские острова)
- Антильянос (Antillanos. Центральная Америка)
- Ангильцы (Ангилья)
- Антигуанцы (Антигуа и Барбуда)
- Багамцы
- Барбадосцы (Барбадос)
- Виргинцы (Виргинские острова)
- Гренадцы (Гренада)
- Доминикцы
- Кайманцы (Каймановы острова)
- Монтсерратцы (Монтсеррат)
- Сентвинсентцы (Сент-Винсент и Гренадины)
- Сенткитсцы (Сент-Китс и Невис)
- Сентлюсийцы (Сент-Люсия)
- Терксцы[источник не указан 2437 дней] (Теркс и Кайкос)
- Тринидадцы-креолы (Тринидад и Тобаго)
- Ямайцы

Южная Америка
- Гайанцы
- Лесные негры
- Фолклендцы (Фолкленды)

Океания
- Англо-австралийцы (Англоавстралийцы)
- Англо-новозеландцы (Новозеландцы)
- Питкэрнцы
- Норфолкцы (Норфолк)
- Палмерстонцы (Палмерстон)

### Италийские народы†
(Италики)
- Авзоны
- Венеты
- Латины
- Луканы
- Мессапы
- Оски
- Пицены
- Сабины
- Умбры
- Фалиски

### Романоязычные народы
(Романцы)

#### Иберо-романские народы
- Португальцы
- Галисийцы
- Испанцы
- Каталонцы
- Андоррцы

#### Галло-романские народы
- Французы
  - Провансальцы
- Франко-швейцарцы
- Валлоны
- Нормандцы (Нормандский язык)

#### Итало-романские народы
- Монегаски
- Санмаринцы
- Итальянцы
  - Сицилийцы
  - Сардинцы
- Корсиканцы
- Итало-швейцарцы

#### Ретороманцы
- Ладины
- Романши
- Фриулы

#### Балкано-романские народы
- Аромуны
- Истрорумыны
- Меглениты
- Румыны
- Молдаване

Народы смешанного происхождения, говорящие на романских языках
Африка
на основе португальского языка
- Кабоверденцы
- Сантомийцы (Тонгаш)
- Пагальцы (Аннобонцы)

на основе французского языка
- Маврикийцы
- Реюньонцы
- Сейшельцы

Америка
- Франкоканадцы

#### Латиноамериканцы
на основе французского языка
См. Франкофоны (Francophone)
- Гаитийцы
- Гваделупцы (Гваделупа)
- Мартиникцы (Мартиника)
- Гвианцы (Французская Гвиана)

на основе португальского языка
См. Лузофоны (Lusophone)
- Бразильцы

на основе испанского языка
См. Испанофоны (Hispanophone)
- Аргентинцы
- Боливийцы
- Венесуэльцы
- Гватемальцы
- Гондурасцы
- Доминиканцы
- Колумбийцы
- Костариканцы
- Кубинцы
- Мексиканцы
- Никарагуанцы
- Панамцы
- Парагвайцы
- Перуанцы
- Пуэрториканцы
- Сальвадорцы
- Уругвайцы
- Чилийцы
- Эквадорцы

### Балтийские народы
(Балты)

#### Средневековые народности †
- Аукштайты (племена)
- Голядь (Галинды)
- Скальвы
- Земгалы
- Курши
- Латгалы
- Пруссы
- Селоны
- Ятвяги (Судовы)

#### Современные народы
- Латыши
  - Латгальцы
- Литовцы[2]
  - Аукштайты
  - Жямайты
  - Судовы[3]
  - Дзуки
  - Литовники (Малолитовцы)[4]

### Славянские народы
(Славяне)

#### Древние славяне†
- Анты
- Венеды
- Склавины

#### Западные славяне
- Лужичане (Сорбы)
- Поляки
  - Кашубы
  - Силезцы
  - Словинцы †
- Чехи
- Словаки

#### Восточные славяне
- Древнерусская народность (русь) †
  - Белые хорваты
  - Бужане (Волыняне)
  - Вятичи
  - Древляне
  - Дреговичи
  - Дулебы
  - Ильменские словене
  - Кривичи
  - Поляне
  - Радимичи
  - Северяне
  - Тиверцы
  - Уличи
- Русские
- Украинцы
  - Русины
  - Полещуки
- Белорусы

#### Южные славяне
- Болгары
- Македонцы
- Словенцы

Сербохорватоязычные народы
- Боснийцы
- Сербы
- Хорваты
- Черногорцы

### Иллирийские народы†
(Иллирийцы)
- Ардиеи
- Далматы
- Дарданы
- Дезитиаты
- Диционы
- Паннонцы
- Пирусты
- Плереи
- Мессапы
- Тавлантии
- Энхелии
- Япиги
- Яподы
- Истры
- Либурны

### Греческие народы
(Греки)

#### Древние греки†
- Ионийцы
  - Афиняне
- Ахейцы
- Дорийцы
  - Спартанцы
  - Критяне
  - Аргивяне
- Эолийцы
  - Акарнанцы
  - Аркадцы
  - Беотийцы
  - Фессалийцы
  - Фокейцы
  - Этолийцы
- Древние македонцы (Македоняне) (Древнемакедонский язык) ???
- Пеонийцы (Пеонийский язык) ???
- Фригийцы ???

#### Современные народы
- Собственно Греки (Греция, частично диаспора)
- Анатолийские греки (Анатолия, ныне диаспора)
- Греки-киприоты (Кипр)
- Понтийцы (Понт, позже Крым и Причерноморье)
- Румеи (Таврида, ныне Приазовье)
- Караманлиды (тюркизированные греки Каппадокии)
- Урумы (тюркизированные греки Тавриды)
- Греки-мусульмане
- Каракачаны

### Фракийские народы†
(Фракийцы)
- Бизалты
- Битины
- Даки
  - Апулиты
  - Карпы (народ)
  - Костобоки
  - Сукьи
- Геты (Геродот, История 4:93)
- Дии
- Киконы
- Меды
- Мушки
- Нипсеи (Геродот, История 4:93)
- Одоманты
- Сатры
- Скирмиады (Геродот, История 4:93)
- Травсы
- Трибаллы
- Эдоны
  - Сифоны

Не полностью фракийские племена
- Агафирсы (Скифско-фракийское племя)

### Анатолийские народы†
(Анатолийцы)
(Анатолийские языки)
Палайская подгруппа
- Палайцы

Хеттская подгруппа
- Хетты
- Лидийцы
- Карийцы

Лувийская подгруппа
- Лувийцы
- Ликийцы
- Сидеты (Сидетский язык)
- Писидийцы (Писидийский язык)

### Иранские народы
(Иранцы)

#### Древние иранцы†
Оседлые и полуоседлые народы
- Мидяне
- Парфяне
- Бактрийцы
- Согдийцы
- Хорезмийцы

Кочевые народы
- Саки
- Массагеты
- Дахи
- Парны
- Скифы
- Сарматы
  - Языги
  - Роксоланы
  - Аланы
- Эфталиты
- Хиониты

#### Юэчжи†
- Тохары
  - Кушаны

#### Иранскиенароды Кавказа
- Осетины
- Таты

#### Прикаспийские народы
- Талыши
- Гилянцы
  - Галеши
- Мазендеранцы

#### Центральные народы
Фарси-Дариязычные народы
- Таты Ирана (Тати)
- Персы
- Чараймаки
  - Джемшиды
  - Таймани
  - Теймури
  - Фирузкухи
- Хазарейцы
- Фарсиваны
- Таджики

#### Западные народы
- Курды (Езиды)
- Луры
- Бахтиары
- Белуджи

#### Восточные народы
- Пуштуны (Афганцы)
- Ормури
- Парачи
- Ягнобцы

#### Памирские народы
(Памирцы, Бадахшанцы)
- Шугнанцы
  - Баджуйцы
- Рушанцы
  - Хуфцы
- Бартангцы
  - Орошорцы
- Язгулямцы
- Сарыкольцы
- Ваханцы
- Ишкашимцы
  - Сангличцы
- Мунджанцы
  - Йидга

### Нуристанцы
- Прасун
- Кати
- Ашкун
- Вайгали
- Трегами

### Дардские народы
(Дарды)
- Пашаи (Пашаи, Pashai)
- Кхо (Читральцы)
- Калаши
- Кохистанцы
- Шина
- Кашмирцы

### Индоарийские народы
(Индоарийцы)

#### Северные народы
- Пахари (западные пахари)
- Кумауни и Гархвали (центральные пахари)
- Непальцы (восточные пахари)

#### Западные народы
- Пенджабцы
  - Лахнда
  - Сикхи
  - Джаты
  - Сераики
- Догра
- Раджпуты
- Гуджары
- Синдхи
- Гуджаратцы
  - Парсы
- Маратхи
- Конкани

#### Центральные народы
Хиндиязычные народы
- Раджастханцы
- Хиндустанцы
- Бихарцы

#### Восточные народы
- Тхару
- Ассамцы
- Бенгальцы
- Ория

#### Островные народы
- Сингалы
- Ларакалла
- Мальдивцы

#### Веддоидные народы
(Веддоиды)
- Ведды
- Бхилы

#### Цыганские народы
(Цыгане)
- Боша
- Влахи
- Гарачи
- Дом
- Заргар
- Кале
- Крымские цыгане
- Кэлдэрары
- Ловари
- Мадьяры (цыгане)
- Люли
- Парья
- Рома
- Русские цыгане
- Синти
- Скандинавские кале
- Согутарош
- Сэрвы
- Цыгане среднеазиатские
- Эрроминчела
- Цыгане-мусульмане
- Ашкали

#### Индопакистанцы
Народы смешанного происхождения, говорящие на индийских языках
Африка
- Индо-маврикийцы (Маврикий)
- Индийцы-малабары (Реюньон)
  - Индийцы-«з'араби»
- Чагосцы[5]

Америка
- Тринидадцы-индопакистанцы (Тринидад и Тобаго)
- Гайанцы-индопакистанцы (Гайана)
- Суринамцы-индопакистанцы (Суринамцы)

Океания
- Фиджи-индийцы

## Дравидийские народы
(Дравиды)
Северо-западная группа
- Брагуи (язык Брауи, Брахуи)

Северо-восточная группа
- Ораоны (язык Курух)
- Малер (язык Малто)

Центральная группа
- Гадаба (язык Гадаба)
- Колами (язык Колами)
- Найки (язык Найки)
- Дурува (язык Парджи)

Гондванская группа
- Гонды (язык Гонди)
- Байга (язык Байгани)
- Порджа (язык Конда)
- Кхонды (язык Куви)
  - Кандхи (язык Куи)
- Манда (язык Манда)
- Пенго (язык Пенго)

Юго-восточная группа
- Телугу (язык Телугу)
  - Янади (en:Yenadis)

Юго-западная группа
- Тулу (язык Тулу)
- Корага (en:Koraga people)
- Беллари (en:Bellary language)

Южная группа
- Каннара (язык Каннада)
- Малаяли (язык Малаялам)
- Тамилы (язык Тамили)
  - Ланкийские тамилы

Народы Нилгири
- Бадага (язык Бадага)
- Кота (язык Кота)
- Тоды (язык Тода)
- Ирула (язык Ирула)
- Кодава (язык Кодагу)

## Народы кавказской языковой семьи

### Картвельские народы
- Грузины
- Сваны
- Мегрелы
- Лазы

### Адыго-абхазские народы

#### Адыги(Черкесы)
- Кабардинцы
- Адыгейцы
- Шапсуги
- Черкесы

#### Абхазо-абазинские народы
- Абазины
- Абхазы  ( один из субэтносов абхазов Садзы )

### Нахско-дагестанские народы

#### Аварские народы
- Аварцы

#### Андийские народы
- Андийцы
- Ахвахцы
- Багулалы
- Ботлихцы
- Годоберинцы
- Каратинцы
- Тиндалы
- Чамалалы

#### Лезгинские народы
- Агулы
- Арчинцы
- Будухи
- Крызы
- Лезгины
- Рутульцы
- Табасараны
- Удины
- Цахуры
- Хиналугцы

#### Нахские народы
- Бацбийцы
- Ингуши
- Чеченцы

#### Цезские народы
- Бежтинцы
- Гунзибцы
- Хваршины

#### Даргинцы
- Кайтагцы
- Кубачинцы

## Афразийские народы

### Берберы
- Берегваты †
- Гараманты †
- Гуанчи †
- Кабилы
- Санхаджи †
  - Гедала †
  - Лемтуны †
- Туареги

### Семитские народы
- Аккадцы †
- Амореи †
- Амхара
- Арабы[6]
- Арамеи †
- Ассирийцы
- Гураге
- Евреи[7]
- Мальтийцы
- Самаритяне
- Финикийцы †

### Чадские народы
- Ангас
- Болева
- Котоко
- Маса
- Хауса

### Кушитские народы
- Агау
- Беджа
- Ираку
- Оромо
- Сомалийцы

## Нило-сахарские народы

### Сахарские народы
- Загава
- Канури
- Тубу

### Мабанские народы
- Маба

### Центральносуданские народы
- Багирми
- Мору-мангбету
- Сара

### Восточносуданские народы

#### Нилотские народы
- Ачоли
- Бари
- Датога
- Динка
- Карамоджонг
- Масаи
- Нубийцы
- Нуэр
- Северные луо
  - Мабан
  - Шиллук

## Нигеро-кордофанские народы

### Атлантические народы
- Биафада
- Волоф
- Серер
- Тукулёр
- Фульбе

### Народы гур
- Дагомба
- Дагари
- Груси
- Гурма
- Моси

### Адамава-убангийские народы
- Банда
- Гбайя
- Занде
- Нгбанди

### Народы ква

#### Аканские народы
- Аброн
- Акваму
- Аквапим
- Ашанти
- Гуан
  - Гонжа
- Фанти

#### Народы гбе
- Фон
- Эве

### Народы кру
- Басса

### Народы манде
- Бобо
- Ваи
- Сонинке
- Мандинка

### Бенуэ-конголезские народы

#### Народы эдо
- Бини
- Инеме

#### Ибибо
- Эфик

#### Народы банту
- Амбунду
- Бабоа
- Бамелике
- Басуто
- Бемба
- Ганда
- Гереро
- Гого
- Джагга
- Дуала
- Зулусы
- Камба
- Кикуйю
- Конго
- Коса
- Лимба
- Лози
- Луба
- Маконде
- Макуа
- Мбоши
- Митсого
- Монго
- Нгони
- Ньямвези
- Овамбо
- Педи
- Свази
- Сукума
- Тсвана
- Тсонга
- Фанг
- Фипа
- Ха
- Хехе
- Химба
- Хуту
- Шона

## Койсанские народы
- Бушмены
  - Хайлъом
- Готтентоты
- Дамара
- Оропом
- Сандаве
- Хадза

## Уральские народы

### Финно-угорские народы

#### Прибалтийско-финские народы
- Вепсы
- Весь †
- Водь
- Емь †
- Ижора
- Карелы
- Квены
- Ливы
- Нарова †
- Сету
- Чудь †
- Финны
- Финны-ингерманландцы
- Эстонцы

#### Волжско-финские народы
- Марийцы
- Меря †

##### Мордва
- Мокшане
- Эрзяне
- Шокша
- Мещера†
- Мурома†

#### Пермско-финские народы
- Бессермяне
- Коми
- Коми-пермяки
- Коми-язьвинцы
- Удмурты

#### Угорские народы
- Венгры
- Манси
- Ханты

### Самодийские народы
- Камасинцы †
- Нганасаны
- Ненцы
- Селькупы
- Энцы
- Сойоты

## Тюркские народы
- Азербайджанцы
- Алтайцы
- Балкарцы
- Башкиры
- Булгары †
- Гагаузы
- Гаджалы
- Гунны †
- Долганы
- Каджары
- Казахи
- Караимы
- Каракалпаки
- Карачаевцы
- Карлуки †
- Кашкайцы
- Киргизы
- Крымские татары
- Крымчаки
- Кряшены
- Кумандинцы
- Кумыки
- Ногайцы
- Печенеги †
- Половцы †
- Польско-литовские татары
- Салары
- Татары
- Теленгиты
- Телеуты
- Торки †
- Тофалары
- Трухмены
- Тубалары
- Тувинцы
- Турки
- Турки-месхетинцы
- Туркмены
- Туркоманы
- Тюркюты †
- Узбеки
- Уйгуры
- Хазары †
- Хакасы
- Челканцы
- Чуваши
- Чулымцы
- Шорцы
- Якуты

## Монгольские народы
- Баоань
- Буряты
- Баргуты
- Гунны †
- Дауры
- Дунсян
- Жужани  †
- Кидани †[8]
- Монгоры
- Ойраты
  - Баяты
  - Захчины
  - Дээд-монголы
  - Дербеты
  - Калмыки
  - Сарт-калмыки
  - Торгуты
- Ордосцы
- Сяньби †
- Ту
- Ухуань †
- Халха-монголы
- Хорчины
- Чахары

## Тунгусо-маньчжурские народы
- Маньчжуры
- Мукри †
- Нанайцы
- Негидальцы
- Орочи
- Ороки
- Сибо
- Тазы[9]
- Ульчи
- Чжурчжэни †
- Эвены
- Эвенки

## Японо-рюкюские народы
- Японцы
- Рюкюсцы

## Палеоазиатские народы
- Айны
- Алюторцы †
- Алеуты
- Ительмены
- Кереки
- Кеты
- Коряки
- Нивхи
- Чукчи
- Юги
- Юкагиры

## Сино-тибетские народы

### Тибето-бирманские народы
- Апатани
- Ачаны
- Бирманцы
- Бхотия
- Гурунги
- Дино
- Дулуны
- И
- Каренни
- Карены
- Качины
- Лаху
- Лису
- Лоба
- Магары
- Манипури
- Монпа
- Нага
  - Ангами
- Наси
- Неварцы
- Падаунг
- Пуми
- Таманги
- Тибетцы
- Трипура
- Туцзя
- Фула
- Хани
- Цян
- Шерпы

### Китайские народы
- Дунгане
- Ханьцы
- Хоа
- Хуэйцзу

## Австроазиатские народы

### Народы мунда
- Мунда
- Савара
- Санталы
- Хо

### Мон-кхмерские народы
- Бахнар
- Буланы
- Ва
- Вьеты
- Зе-ченг
- Кхаси
- Кхмеры
- Кхму
- Ламет
- Ма
- Моны
- Мыонг
- Палаун
- Седанги
- Семанги
- Сенои
- Синьмун
- Срэ
- Тёро
- Тхо

#### Катуйские народы
- Бру Народность)
- Кату (народ)
- Суай
- Таой

## Тай-кадайские народы

### Кадайские народы
- Гэлао
- Лаха

### Тайские народы
- Буи
- Лао
- Лы
- Нунг
- Тайцы
- Чжуаны
- Шаны
- Юан

### Кам-суйские народы
- Дун
- Маонань
- Мо
- Мулао
- Шуйцы

## Народы мяо-яо
- Мяо
  - Хмонги
- Патхен
- Шэ
- Яо

## Австронезийские народы

### Тямские народы
- Тямы
- Раглай
- Уцулы
- Чуру

### Филиппинцы
- Абакнон
- Бикол
- Висайя
- Ибанаги
- Илоки
- Пампанган
- Пангасинан
- Самбал
- Тагалы

#### Моро (народы)
- Маранао
- Магинданао
- Сулу
- Самаль

#### Филиппинские горные народы
- Багобо
- Бонток
- Букиднон
- Гадданы
- Иватаны
- Инибалои
- Ифугао
- Канканаи
- Мангиан
- Мандайя
- Манобо

### Индонезийцы
- Абунг
- Алас
- Ачех
- Бадуи
- Балийцы
- Банджары
- Батаки
- Буги
- Горонтало
- Даяки
- Кубу
- Малайцы
- Мадурцы
- Макассары
- Ментавайцы
- Минангкабау
- Минахасцы
- Пунаны
- Сасаки
- Сунданцы
- Тораджи
- Тенгеры
- Энгганцы
- Яванцы

### Западноновогвинейские народы
- Биак

### Меланезийцы
- Канаки
- Ни-вануату
- Фиджийцы

### Микронезийцы
- Кирибати
- Косраэ (народ)
- Маршалльцы
- Науру
- Палау
- Понапе
- Трук
- Чаморро
- Япцы

### Полинезийцы
- Гавайцы
- Мангареванцы
- Маркизцы
- Маори
- Мориори
- Ниуэанцы
- Паумоту
- Рапануйцы
- Самоанцы
- Таитяне
- Токелауанцы
- Тонганцы
- Тубуайцы
- Тувалу
- Увеанцы
- Футунанцы

## Папуасы
- Абелам
- Асмат
- Галела
- Дани
- Короваи
- Медлпа
- Фаталуку
- Чимбу (куман)

## Австралийские аборигены
- Аранда
- Вурунджери
- Диери

## Коренные американцы

### Эскимосско-алеутские народы
- Алеуты
- Эскимосы
  - Гренландцы
  - Нунавут

### Индейцы Северной Америки

#### Народы на-дене
- Тлинкиты
- Эяки (эйяк)

##### Атабаски(атапаски)
- Апачи
- Карриер
- Догриб
- Кучин
- Навахи
- Слейви (слэйви)
- Танайна
- Чилкотин (чилькотин)
- Чипевайан (чипевьян)

#### Алгские народы
- Вийот
- Юрок

##### Алгонкины
- Абенаки
- Арапахо
- Делавары
- Иллинойсы
- Кри (племя)
- Меномини
- Микмаки
- Могикане†
- Монтанье-наскапи (наскапи)
- Оджибва (чиппева)
- Чейенны (шайенны)
- Черноногие (блэкфут, сиксика)
- Шауни (шони)

#### Вакаши
- Квакиутл
- Маках
- Нутка

#### Ирокезы
- Гуроны
- Каюга
- Минго
- Могавки
- Онейда
- Сенека
- Чероки (чироки)
- Эри (племя)

#### Каддоанские народы
- Каддо (кэддо)
- Пауни
- уичита

#### Кайова-таноанские народы
- Кайова
- тева (тева-тано)
- тива

#### Кочими-юманские народы
- Кочими
- Юма

#### Маскогские народы
- Алабама (племя)
- Крики  ( Мускоги)
- Семинолы
- Чокто (чоктау)
- Чикасо

#### Народы сиу
- Ассинибойны
- Виннебаго
- Кроу
- Лакота
- Манданы
- Миссури
- Осейджи
- Ото
- Сиу
- Стони
- Хидатса

#### Пенутийские народы Плато
- Кламат
- Нез-персе
- Сахаптины

#### Салиши
- Белла-кула
- Кёр-д'ален
- Натчи (венатчи)
- Томпсон
- Шусвап

#### Утийские народы
- Костано
- Мивок

#### Юто-ацтекские народы
- Ацтеки
- Кауилья
- Команчи
- Луисеньо
- Моно
- Папаго
- Пают (паюте, пайют)
- Пима
- Тимбиша (народ)
- Тонгва
- Хопи
- Шошоны
- Юте
- Яки

#### Изоляты
Индейцы Северной Америки, говорящие на изолированных языках
- Вашо (уашо)
- Зуни
- Калуса†
- Кутенай
- Майяими†
- Натчез
- Саюсло†
- Туника-билокси
- Уаве
- Хайда

#### Негенетические группировки
- Пуэбло

### Индейцы Средней Америки

#### Народы майя-киче
- Майя
- Киче
  - Лакандоны
  - Тотонаки
- Ольмеки †
- Покоманы
- Покомчи
- Сапотеки
- Тепанеки †
- Хакальтеки
- Цельтали
- Цоцили
- Цутухили
- Чичимеки †
- Чоли
- Чонтали
- Чорти

#### Ото-мангские народы
- Миштеки

### Индейцы Южной Америки
- Аймарские народы
  - Аймара
  - Хакару
- Апиака
- Араваки
  - Араваки
  - Гарифуна
  - Гуахиро
  - Лукаяны †
  - Таино †
- Арауканы
- Атакаменьо
- Аче
- Бороро
- Ботокудо
- Варао
- Вари
- Народы же
  - Кайнганг
- Итонама
- Каньяри
- Караибы
- Куна
- Кечуа
- Мундуруку
- Теуэльче
- Тукуна
- Тупи-гуарани
- Уитото
- Хоти
- Шипибо-конибо
- Яганы